# Alt Schwerin
Alt Schwerin település Németországban, Mecklenburg-Elő-Pomeránia tartományban. Lakosainak száma 547 fő (2023. december 31.).

## Népesség
A település népességének változása:
| Lakosok száma | 547  | 557  | 552  | 558  | 547  |
|               | 2017 | 2019 | 2021 | 2022 | 2023 |